# Vörå-Maxmo

Wappen der ehemaligen Gemeinde Vörå-Maxmo

Vörå-Maxmo (schwedisch; finnisch: Vöyri-Maksamaa) war eine finnische Gemeinde in der Landschaft Österbotten. Sie bestand von 2007 bis 2011 und ist heute ein Teil der Gemeinde Vörå.
Die Gemeinde Vörå-Maxmo entstand zum Jahresbeginn 2007 durch den Zusammenschluss der Gemeinden Vörå und Maxmo. Vier Jahre später, am Anfang des Jahres 2011, vereinigte sich Vörå-Maxmo mit der Gemeinde Oravais. Die neue Gemeinde trägt wieder den Namen Vörå.
Vörå-Maxmo lag östlich der Stadt Vaasa an der Westküste Finnlands in der Landschaft Österbotten. Die Gemeinde Vörå-Maxmo hatte eine Fläche von 582,3 Quadratkilometern (unter Ausschluss der Meeresgebiete) und zuletzt 4.479 Einwohner. Davon sprachen 84 % Schwedisch und 14 % Finnisch als Muttersprache. Offiziell war die Gemeinde zweisprachig mit Schwedisch als Mehrheits- und Finnisch als Minderheitssprache.
Als Wappen übernahm die Gemeinde Vörå-Maxmo das ehemalige Wappen der Gemeinde Maxmo. Seit der Gemeindefusion 2011 führt die neue Gemeinde Vörå das gleiche Wappen.